# Østbanekredsen
Østbanekredsen var i 1920-2006 en opstillingskreds i Østre Storkreds. Kredsen blev nedlagt i 2007. Afstemningsområdet: 6. Syd, samt den sydlige del af 6. Østbane afstemningsområdet indgår i den nye Indre By-kreds. Den nordlige del af 6. Østbane indgår fremover i den nye Østerbro-kreds. Begge de to nye kredse ligger i Københavns Storkreds.
Den 8. februar 2005 var der 14.797 stemmeberettigede vælgere i kredsen.
Kredsen rummede flg. kommuner og valgsteder:
Del af Københavns Kommune
6. Østbane
6. Syd